# Agrilinus punctator
Agrilinus punctator är en skalbaggsart som beskrevs av Edmund Reitter 1892. Agrilinus punctator ingår i släktet Agrilinus och familjen Aphodiidae. Inga underarter finns listade i Catalogue of Life.